# Cull Island (ö i Australien)
Cull Island är en ö i Australien. Den ligger i delstaten Western Australia, omkring 600 kilometer öster om delstatshuvudstaden Perth. Arean är 0,51 kvadratkilometer. Den sträcker sig 0,8 kilometer i nord-sydlig riktning, och 1,2 kilometer i öst-västlig riktning.
Genomsnittlig årsnederbörd är 649 millimeter. Den regnigaste månaden är juli, med i genomsnitt 85 mm nederbörd, och den torraste är februari, med 14 mm nederbörd.